# 朝倉みず希
朝倉 みず希（あさくら みずき、1980年12月25日 - ）は、鹿児島県出身のタレント。
以前は太田プロダクションに所属していた。

## 人物
- サッカーやフットサルが好きで、特にフットサルは自身も芸能人女子フットサルチーム「YOTSUYA CLOVERS」に所属していた（当時の背番号は「11」）。YOTSUYA CLOVERSは2008年12月21日の「メルシートゥフェスタ2008アワード」をもって退団したが、2009年7月から「chakuchaku J.b」に加入[1]。背番号は「10」。
- 2005年9月7日から開設している自身のブログ、『mizuki blog』やインターネットテレビ『ひかり荘』にてスフィアリーグや所属チームについて熱く語っている。
- 准看護師免許を持ち、実際に勤務経験もあった。
- YOTSUYA CLOVERSで出会い、意気投合し仲良くなった梅澤理恵と、マネージャーの勧めでお笑いコンビ『四谷ハイボール』を一時期結成していた。このコンビではツッコミ役を務めていた[2]。

## 出演

### テレビ番組
- 絶品!珍品!グルメ大爆笑!!（独立UHF各局）
- ジョシデカ!-女子刑事-（TBSテレビ） - 第9話、看護師 役
- ティッシュ。（テレビ朝日、土曜ミッドナイトドラマ） - 第5話

### CM
- チョーヤ『さらりとした梅酒 グリーンマーケット篇』
- 川崎市アートセンター

### 映画
- Film Memoire〜フィルム メモワール〜（2006年）－オムニバスショートムービー。『ICE MILK』に出演。
- ふたりだけの同窓会（2008年） - ゆり役で出演

### 舞台
- リバース・ヒストリカ（2007年2月）
- どツボッ!!（2007年12月）

### インターネット
- インターネットテレビ 『ひかり荘』－無料でチャットできるコンテンツサイト。